# Statyka społeczna
Statyka społeczna – pojęcie stworzone przez Auguste'a Comte'a – dział socjologii zajmujący się badaniem porządku społecznego, czyli wzajemnymi związkami między różnymi częściami społecznego organizmu. Badana pod względem trzech aspektów: jednostki, rodziny i społeczeństwa. W badaniu jednostki skupia się na cechach człowieka, które wpływają na charakter całego społeczeństwa. Człowiek "szybko się nudzi", emocje przeważają nad intelektem, ma silnie wykształcone uczucia egoizmu, ład moralny uzależniony od osobistych instynktów, a interes powszechny jest rezultatem tego, co mają ze sobą wspólnego interesy poszczególnych jednostek.
W ramach statyki społecznej można wyróżnić trzy formy elementarne samorzutnego zrzeszania się ludzi: 
- rodzina – jest podstawową jednostką społeczeństwa, na jej podstawie powstają inne zrzeszenia, jest najtrwalszym elementem społeczeństwa i najbardziej niezawodnym oparciem dla jego rekonstrukcji po okresie rewolucyjnego nieładu. Innym czynnikiem tej formy zrzeszania się ludzi jest podział pracy, który pozwala na rozwój ludzkich uzdolnień i uczuć moralnych.
- rząd (władza) – wprowadza pierwiastek przymusu w celu zagwarantowania współpracy.
- kościół i wiara – czynniki dające społeczeństwu równowagę i spójność. Wiara jest religią Ludzkości, która nie opiera się na tradycyjnych wyobrażeniach, i której nie należy kojarzyć z żadnymi bytami nadprzyrodzonymi.